# Kleingebiet Zalaszentgrót
Das Kleingebiet Zalaszentgrót (ungarisch Zalaszentgróti kistérség) war bis Ende 2012 eine ungarische Verwaltungseinheit (LAU 1) innerhalb des Komitats Zala in Westtransdanubien. Anfang 2013 kamen im Zuge der Verwaltungsreform 20 Ortschaften (mit 15.518 Ew.) in den nachfolgenden Kreis Zalaszentgrót (ungarisch Zalaszentgróti járás). 3 Gemeinden (mit 1.353 Ew.) wurden dem Kreis Keszthely und 2 Gemeinden (mit 258 Ew.) dem Kreis Zalaegerszeg zugeordnet.
Ende 2012 lebten auf einer Fläche von 327,05 km² 17.129 Einwohner. Die Bevölkerungsdichte lag mit 52 Einwohnern/km² unter dem Komitatsdurchschnitt.
Der Verwaltungssitz befand sich in der einzigen Stadt Zalaszentgrót (6.634 Ew.).

## Ortschaften
| Almásháza 2   | Batyk       | Döbröce       | Dötk            | Kallósd           |
| Kehidakustány | Kisgörbő    | Kisvásárhely  | Ligetfalva 1    | Mihályfa          |
| Nagygörbő     | Óhíd        | Pakod         | Sénye           | Sümegcsehi        |
| Szalapa       | Tekenye     | Tilaj 2       | Türje           | Vindornyaszőlős 1 |
| Zalabér       | Zalacsány 1 | Zalaszentgrót | Zalaszentlászló | Zalavég           |

1 ab 2013 zum Kreis Keszthely 
2 ab 2013 zum Kreis Zalaegerszeg

Ortschaften ohne Zusatz wurden in den Kreis Zalaszentgrót übernommen